# Doa raspa
Doa raspa là một loài bướm đêm thuộc họ Doidae. Loài này có ở Trung Mỹ, bao gồm Belize.